# Antonio Indjai
El general Antonio Indjai es un militar que fue jefe del Estado Mayor del ejército de Guinea-Bissau entre 2010 y 2014, y fue uno de los líderes de los disturbios militares del 1 de abril de 2010.
Surgió de la junta gobernante durante la guerra civil que duró desde junio de 1998 hasta mayo de 1999. En 1999, fue nombrado como comandante adjunto de la zona militar del norte dirigida por Tagme Na Waie. En 2004, Tagme fue ascendido al puesto más alto del ejército después de la muerte del jefe del ejército, el general Verissimo Correia Seabra, e Indjai se convirtió en líder de la zona militar del norte. En 2006,  fue ascendido a coronel como resultado de su liderazgo en la guerra contra un grupo separatista senegalés de Casamance que había establecido un campamento en Guinea-Bissau. En noviembre de 2008, fue ascendido a general de brigada y subjefe del ejército.
En agosto de 2021, es buscado por Estados Unidos por su presunta participación en el narcotráfico y ofrece 5 millones de dólares a quien lo detenga que actualmente se encuentra como prófugo.